# Зелёный свет (фильм, 2002)
Зеленый свет (тур. Yeşil Işık) — турецкий романтический драматический фильм 2002 года, написан и снят режиссером Фаруком Аксоем.

## Сюжет
Элиф — замужняя женщина, которая только что поймала мужа на обмане. Али является инвестором, приблизился к заключения огромной сделки, которая может быть очень выгодной, хотя и с высоким риском.
Их пути сошлись в книжном магазине во время покупки книги «Эшил Ишик» («Зеленый свет»). Все это имело определенный магический след, когда за ними кто-то наблюдал неизвестный. Когда он теряет все свои деньги на фондовом рынке после терактов 11 сентября, в Али происходит сердечный приступ. В это же время товарищ находит Элиф без сознания. Их обоих доставили в одну больницу, но Али умирает.
Али достигает неба, но ему отказывают в поступлении на небо. Впрочем, он не может вернуться на землю для новой жизни, поскольку его тело было захоронено, а его (живая) печень перенесена в другое тело. Неизвестный, который все время наблюдал за ним, Якуп, оказывается ангелом-хранителем Али и сообщает Али, что лицо, получившее его печень, — Элиф, и единственным выходом было бы ее убить.
Элиф, которая скорбит после смерти матери, пытается покончить жизнь самоубийством, но Али, помня Элиф после встречи в ресторане, спасает ее. После того, как они проводят день вместе, Якуп предупреждает Али, что он таки теряет собственные шансы. Тогда, Али обещает, что убьет ее после свидания, но он не может заставить себя это сделать. Зато они влюбляются и едут на холм, чтобы увидеть, могут ли они увидеть зеленый свет, описанное в легенде. Когда Али не удается спасти себя или Элиф, как предлагал Якуп, он жертвует собой. Но поскольку их любви было истинным, Али возвращается к жизни. Однако Элиф не вспоминает Али и не помнит об их любви.